# Mayodistichona facialis
Mayodistichona facialis är en tvåvingeart som beskrevs av Townsend 1928. Mayodistichona facialis ingår i släktet Mayodistichona och familjen parasitflugor.
Artens utbredningsområde är Peru. Inga underarter finns listade i Catalogue of Life.